# Pruneni (okręg Kluż)
Pruneni – wieś w Rumunii, w okręgu Kluż, w gminie Aluniș. W 2011 roku liczyła 39 mieszkańców.